# Stazione di Tsuruta
La stazione di Tsuruta (鶴田駅?, Tsuruta-eki) è una stazione ferroviaria situata della città di Utsunomiya, nella prefettura di Tochigi, ed è servita dalla linea linea Nikkō della JR East. La stazione vede un traffico esclusivamente regionale locale. A breve distanza si trova la stazione di Esojima della linea Tōbu Utsunomiya delle Ferrovie Tōbu.

## Linee
East Japan Railway Company
■ Linea Nikkō

## Struttura
La stazione è dotata di un marciapiede a isola centrale con due binari passanti in superficie.
| 1 | ■ Linea Nikkō | per Utsunomiya              |
| 2 | ■ Linea Nikkō | per Kanuma, Imaichi e Nikkō |

## Stazioni adiacenti
| «           | Servizio    | »           |
| Linea Nikkō | Linea Nikkō | Linea Nikkō |
| ----------- | ----------- | ----------- |
| Utsunomiya  | Locale      | Kanuma      |